# زیگبی
زیگبی (انگلیسی: Zigby) نام یک مجموعهٔ کارتونی دربارهٔ گورخری انسان‌واره است که شخصیتش نخستین بار، توسط نویسندهٔ بریتانیایی «برایان پترسون» خلق شد و در تعدادی کتاب مصور منتشر شد. این مجموعه هم‌اکنون از شبکهٔ تری‌هاوس پخش می‌شود و قبلاً نیز در شبکهٔ سی‌بیبیز به روی آنتن رفته بود.